# George Nicholson (stampatore)
George Nicholson (1760 – 1825) è stato un attivista, viaggiatore, stampatore e compilatore inglese.
Vissuto a Stourport  e a Manchester, sostenne un vegetarianismo improntato su temi etici. È noto per essere stato probabilmente il primo a pubblicare antologie di argomento animalista. Egli usava l'epiteto inglese «primeval» per riferirsi alla dieta vegetariana, dato che il termine «vegetarian» sarebbe stato reso di uso comune soltanto con la nascita della Vegetarian Society (1847).
Estendendo nei confronti degli animali la regola d'oro prescritta da Gesù nel Vangelo (Matteo 7,12: «Tutto quanto volete che gli uomini facciano a voi, anche voi fatelo a loro»), Nicholson coniò il motto: «Tratta l'animale che è in tuo potere come tu vorresti essere trattato se fossi quell'animale».
Si batté inoltre per i diritti delle donne.

## Opere (elenco parziale)
- On the Conduct of Man to Inferior Animals (1797)
- On The Primeval Food of Man: Arguments in Favour of Vegetable Food (1801)
- On Food (1803)
- The Little Needle-women (1810)
- Cambrian Traveller's Guide (1813)